# Ansted
Ansted é uma cidade  localizada no estado norte-americano de Virgínia Ocidental, no Condado de Fayette.

## Demografia
Segundo o censo norte-americano de 2000, a sua população era de 1576 habitantes. 
Em 2006, foi estimada uma população de 1594, um aumento de 18 (1.1%).

## Geografia
De acordo com o United States Census Bureau tem uma área de 4,3 km², dos quais 4,3 km² cobertos por terra e 0,0 km² cobertos por água. Ansted localiza-se a aproximadamente 402 m acima do nível do mar.

## Localidades na vizinhança
O diagrama seguinte representa as localidades num raio+ de 20 km ao redor de Ansted. 